# Христо Шейнов
Христо Манасиев Шейнов е участник в комунистическото съпротивително движение по време на Втората световна война. Партизанин от Партизански отряд „Гаврил Генов“. Български политик и стопански деец.

## Биография
Христо Шейнов е роден през 1915 г. в с. Ресен, Босилеградско. След края на Първата световна война напуска родния край и с много други бежанци от Западните покрайнини се заселват край село Михайлово (Област Враца), като основават село Босилеград. Административно то се обслужва от кметството в Михайлово, а на 22 ноември 1960 г. двете села са слети под името Михайлово.
Завършва гимназия и като студент участва активно в дейността на БОНСС. Участва в комунистическото съпротивително движение по време на Втората световна война. От януари 1943 г. преминава в нелегалност и е партизанин в Партизански отряд „Гаврил Генов“. Той е първият и единствения партизанин от с. Ресен, участващ в партизанско формирование.
След 9 септември 1944 г. работи в Околийския комитет на БКП в Оряхово, секретар на РК на БКП във Вършец и Берковица, в Областния комитет на БКП във Враца.
Работи като търговски представител на България в Белград, Югославия, генерален директор на „Хранекспорт“.